# Galileo (RTL 5)
Galileo is een Nederlands populair-wetenschappelijk televisieprogramma dat in 2016 en 2017 werd uitgezonden op RTL 5. Het is gebaseerd op een Duits format met dezelfde naam. De overkoepelende presentatie was in handen van Luuk Ikink en Shelly Sterk (vanaf seizoen 2). 

## Inhoud
In de items komen opmerkelijke experimenten, plaatsen en personen aan bod, vaak voorzien van een wetenschappelijke verklaring. Naast de items die voor de Nederlandse versie geproduceerd worden, worden er ook items uit de Duitse versie gebruikt.

### Vaste rubrieken
- Vraag van de dag
- Top 5
- Testpanel
- Clip Science
- Lifehacks
- Vlog van Sem
- De Kapot-Show (seizoen 2)
- Bouwsels van Colin Furze (seizoen 2)
- High Speed Heroes
- Backyard Scientist

### Testpanel / item-presentatoren
- Jorn Rohde
- Manuel Venderbos
- Shelly Sterk
- Giel de Winter (seizoen 2)
- Sem Barendse, student biomedische wetenschappen, vlogt over "huis-tuin-en-keuken-experimenten"

### Experts
- Anna Gimbrère, natuurkundige
- Ans Hekkenberg, natuurkundige (seizoen 2)
- Eveline Stallaart, seksuologe
- Frank Groenewoud, bioloog
- Hidde Boersma, wetenschapsjournalist
- Jan Willem Eckhardt, docent natuurwetenschappen
- Job Nievaart, huisarts
- Kaat Bollen, seksuologe
- Pierre Wind, chef-kok
- Stefan van der Stigchel, psycholoog
- Tessa van der Steen, voedingsdeskundige